# Fittingia grandiflora
Fittingia grandiflora är en viveväxtart som beskrevs av C.M.Hu. Fittingia grandiflora ingår i släktet Fittingia och familjen viveväxter. Inga underarter finns listade i Catalogue of Life.